# Federazione di baseball e softball della Sierra Leone
La Federazione sierraleonese di baseball e softball (eng. Sierra Leone Baseball & Softball Association) è un'organizzazione fondata per governare la pratica del baseball e del softball in Sierra Leone.
Organizza il campionato maschile e di softball femminile, e pone sotto la propria egida la nazionale maschile e di softball femminile.